# Femmes chez Euripide
Euripide (v. -480/v. -406) est un des auteurs de la Grèce classique à s'intéresser particulièrement à la condition féminine au sein du monde grec. Dans une société très largement patriarcale, il entreprend, à travers ses œuvres, d'explorer et parfois remettre en question les injustices subies par les femmes et certaines normes sociales ou morales les concernant. Ses personnages féminins, souvent dotés d'une psychologie détaillée et d'une profondeur artistique, sont centraux dans ses tragédies et composent la presque totalité de ses personnages qui pensent et philosophent. Euripide représente les femmes non seulement comme capables de posséder une véritable intelligence, mais les utilise pour transmettre des critiques de la condition des femmes au public de ses pièces.
Le dramaturge développe une série de procédés littéraires ou artistiques originaux pour humaniser ses personnages féminins, leur offrant une capacité d'agir et de pensée uniques au sein de la tragédie grecque. Il détourne fréquemment les mythes pour retravailler le rôle des héroïnes au sein de ses œuvres et remettre en cause leurs récits traditionnels. Médée ou Hélène sont deux figures qu'Euripide redéfinit largement dans cette dynamique, les utilisant pour mettre en cause l'idéologie masculine athénienne et souligner les problèmes sociaux touchant les Athéniennes. Euripide aborde une série de problèmes sociaux, politiques ou familiaux qui touchent les femmes de sa société, en se concentrant sur le désir sexuel féminin et les tabous autour de ce sujet, en critiquant ouvertement le mariage, la marginalisation intellectuelle des femmes en Grèce ou en attaquant implicitement des auteurs de récits misogynes, comme Hésiode. Ses avancées philosophiques et littéraires font qu'il est crédité comme créant, d'une certaine manière, la femme comme sujet dans la littérature grecque.
Ces prises de positions artistiques et philosophiques valent à Euripide d'être ciblé par Aristophane comme étant misogyne, en représentant les femmes comme capables de mauvaises actions, y compris sexuelles, Euripide desservirait les intérêts féminins. Cette accusation n'est plus reprise par la recherche moderne, qui remarque au contraire qu'Euripide occupe une place unique dans la tragédie grecque à ce sujet. Cependant, malgré ces positionnements et ces perspectives, les écrits du dramaturge restent marqués par un sexisme et une misogynie usuels pour son époque et les milieux dans lesquels il évolue.

## Contexte

### La société grecque comme société patriarcale

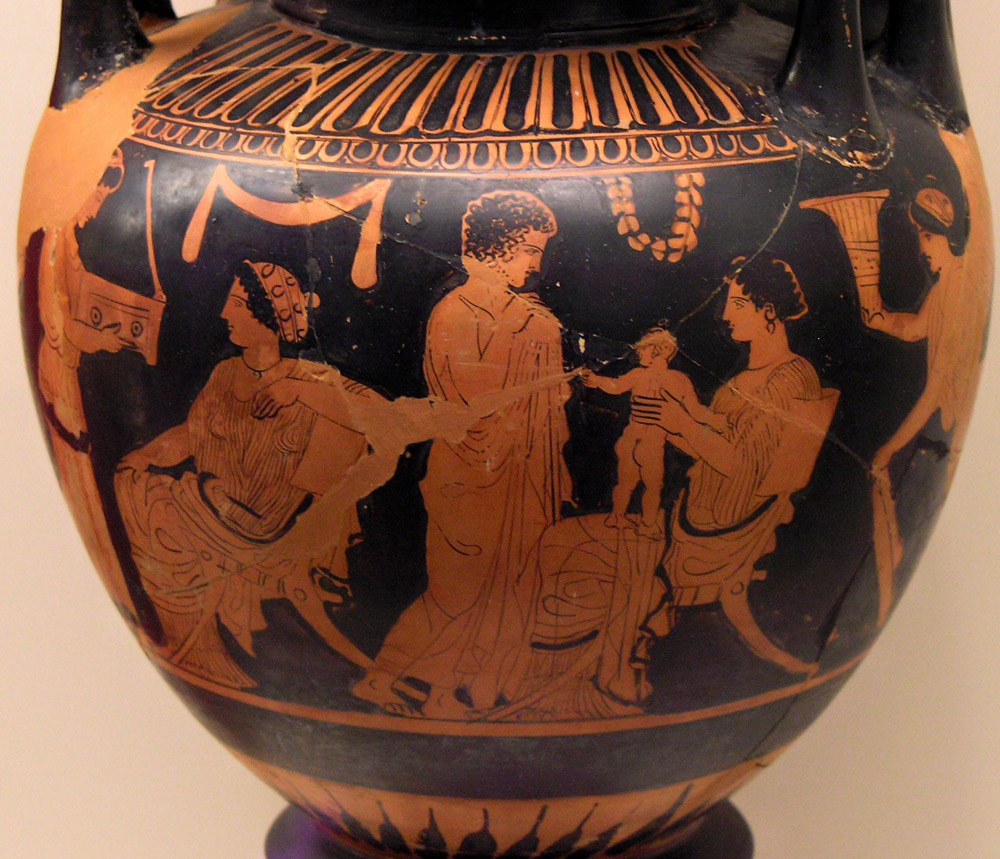
Scène familiale de gynécée, lébès nuptial à figures rouges, v. 430 av. J.-C.

L'Athènes classique du Ve siècle av. J-C et plus largement les cités grecques antiques s'organisent autour de structures et phénomènes phallocratiques très importants qui se renforcent à cette période. Les femmes subissent une discrimination légale complète, puisqu'elles ne peuvent pas être citoyennes, jouir des droits civiques de la cité, mais elles sont aussi placées constamment en situation d'infériorité par rapport à leurs homologues masculins,. Elles sont généralement placées sous l'autorité de l'homme domestiquement le plus proche d'elles, père, époux ou fils,. La production culturelle et artistique athénienne de cette période est colorée par un sexisme important et par divers processus intellectuels entrepris pour légitimer la domination masculine. Au Ve siècle av. J-C, la cité est en pleine expansion militaire, culturelle et artistique ; pour soutenir les velléités de conquête de la cité, une mythologie « nationale » athénienne se forme progressivement. Cet ensemble idéologique, qui se propage au sein de la société athénienne et grecque, soutient non seulement l'impérialisme athénien mais aussi la culture du viol. Ces processus progressifs sont liés avec l'esclavage entrepris par la cité, qui se propage et croît amplement à la période classique.

### Naissance du théâtre classique
Parallèlement à ces développements politiques et sociaux, le théâtre classique se structure largement. Bien que la pratique de la tragédie soit attestée depuis l'époque archaïque, l'époque classique voit son développement atteindre de nouveaux sommets au point de quasiment créer le genre, selon Jacqueline de Romilly. Dans la cité d'Attique, les trois grands tragiques grecs Eschyle (v. -525/-456), Sophocle (-495/-406), Euripide (v. -480/-406), voient leurs carrières se croiser et se suivre, chacun d'entre eux apportant son lot d'innovations à la tragédie, au théâtre et à l'art. Le théâtre, qui est un art public partiellement financé par les liturgies des citoyens, sert de lieu privilégié à la critique politique et sociale. De la sorte, il apparaît comme un miroir des problématiques sociales et politiques de la cité et s'inscrit dans la trajectoire de la démocratie athénienne, qui le voit se structurer et vivre.

### Aspects particuliers de la vie et pensée d'Euripide

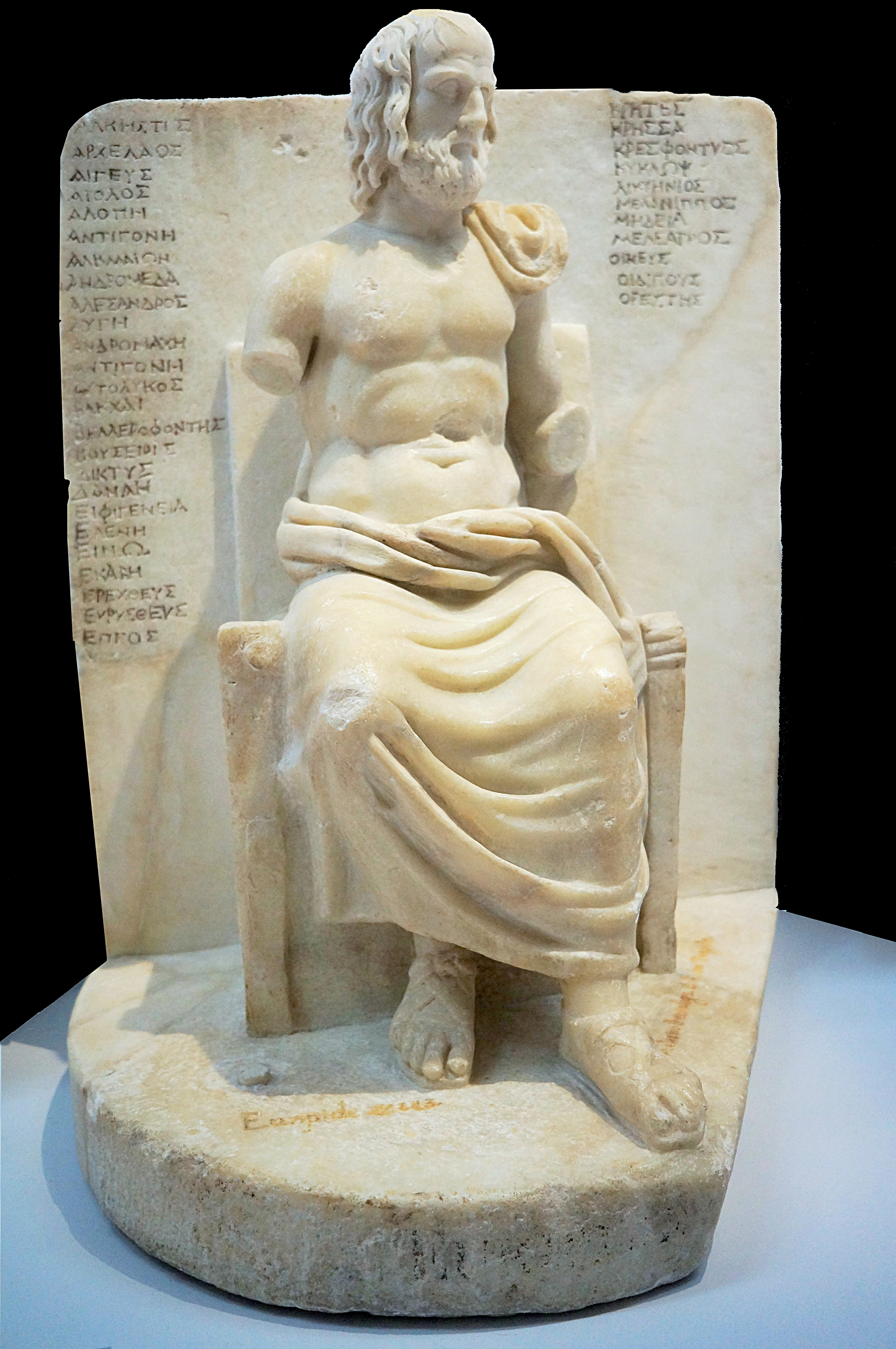
Statuette d'Euripide, trouvée en 1704 sur l'Esquilin, à Rome, IIe siècle ap. J.-C. Musée Louvre-Lens

Euripide, qui naît entre -484 et -480, a une biographie difficile à établir et touchée par de nombreux éléments légendaires. Il aurait été détesté par les citoyens athéniens pour son refus de se conformer aux normes et son caractère supposément inaccessible, les récits légendaires allant jusqu'à dire qu'il se serait réfugié dans une grotte face à la mer pour écrire sans être dérangé. En tous cas, l'artiste se mêle peu à la vie de la cité et s'il est improbable qu'il délaisse réellement ses responsabilités civiques, il ne semble pas les avoir pratiquées outre mesure. Il aurait peut-être connu Socrate personnellement, bien qu'il soit plus âgé que lui et que ce soit incertain et est une cible privilégiée d'Aristophane. Euripide se distingue entre autres par une série de positions philosophiques et artistiques qu'il semble professer et par la grande attention qu'il place dans le concept de liberté, qu'il articule de nombreuses manières différentes dans ses œuvres. De manière générale, il s'intéresse aux « problèmes liés aux polarités constitutives de l'idéologie athénienne »,, c'est-à-dire aux oppositions entre femmes et hommes, esclaves et libres, étrangers et Grecs, entre autres.

À ce titre, le dramaturge présente l'esclavage, fondement de la société athénienne, comme produit par la force et donc fondamentalement injuste,. Par exemple, dans un des passages d'Hécube qui semble presque soutenir une abolition complète de l'esclavage, le coryphée s'exclame, :

« Hélas ! comme l’esclave est toujours misérable !
 Et qu'il endure d’indignités, vaincu qu’il est par la force ! »

Par ailleurs, le dramaturge se forme en philosophie et en rhétorique ; il est complètement intégré et moteur dans les innovations intellectuelles grecques de la période. Malgré le fait qu'il soit décrit comme peu aimé de la population athénienne, sa mort voit l'organisation de funérailles publiques qui tendent à relativiser cette présentation possiblement partiale dans les sources antiques.

## Femmes chez Euripide
Les femmes forment un sujet central de la pensée et l'art euripidiens. Sur ses dix-neuf pièces subsistantes, treize (68%) ont des protagonistes et quatorze (73%) des chœurs féminins. En guise de comparaison, seule une pièce d'Eschyle sur sept (14%) pourrait avoir une héroïne, et c'est incertain. Pour Sophocle, deux de ses sept pièces subsistantes (29%) ont des protagonistes féminins. 

### Traitements généraux des femmes et de la condition féminine

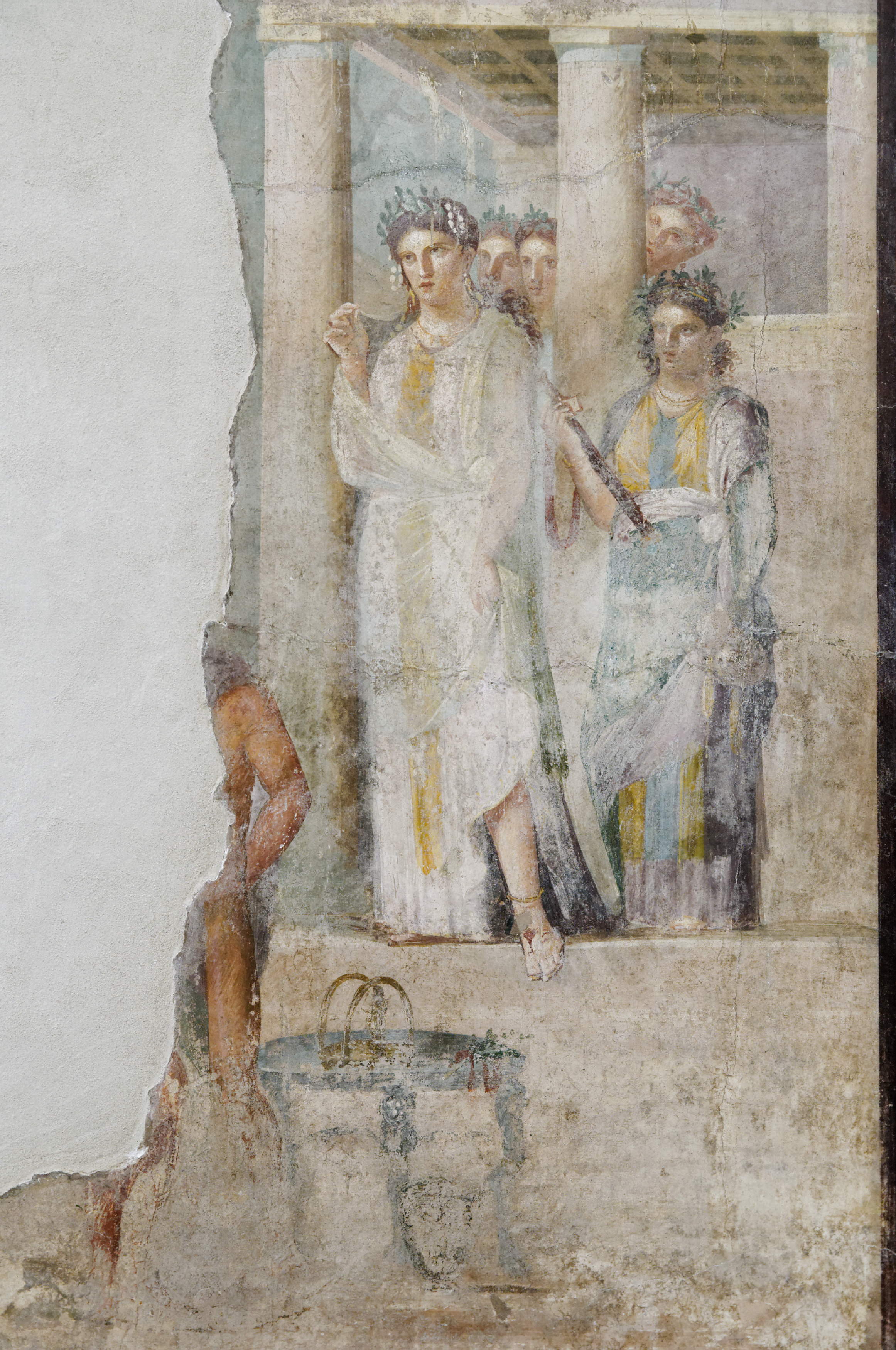
Iphigénie en tant que prêtresse d'Artémis en Tauride s'apprête à accueillir des prisonniers, parmi lesquels se trouvent son frère Oreste et son ami Pylade ; fresque romaine de Pompéi, 1er siècle après J.-C.

Un des aspects centraux de l'art euripidien est de chercher à placer le spectateur « à l'intérieur de ses personnages à l'aide d'une profonde empathie ». Le dramaturge est engagé dans une « recherche permanente de vérité et de réalisme », ce qui le pousse à traiter les femmes ou les sujets conjugaux avec intérêt. Dans ce cadre, Euripide développe des personnages féminins détaillés et avec une personnalité réelle,. Ce phénomène est si présent que les femmes forment la quasi totalité de ses personnages qui pensent et philosophent,.  
Parmi les figures touchées par ces innovations, on trouve ses Médée, Phèdre et Hélène, entre autres. Il semble néanmoins que son intérêt et ses perspectives sur ces sujets évoluent, puisqu'avant de produire Médée, l'artiste est crédité de deux autres tragédies où elle aurait été représentée particulièrement négativement, en accord avec la vision traditionnelle grecque. Cette humanisation cherche à rendre les spectateurs, masculins, conscients des problématiques qui touchent les femmes au sein de la société athénienne. Ainsi, dans son Hélène, il utilise son héroïne - personnage principal de l'œuvre - pour représenter une certaine idée de la femme athénienne, destinée à conscientiser les spectateurs par rapport à leurs propres situations domestiques. Euripide s'engage parallèlement dans la création de multiples « servantes », ce qui donne une voix aux femmes de classes sociales défavorisées et fait introduire un certain nombre de ses pièces par un personnage féminin, participant au fait que le public ressente de l'empathie pour l'héroïne. 
En poursuivant dans cette dynamique, le dramaturge décrit en partie la vie domestique athénienne, en présentant le monde domestique où les femmes sont ségréguées et où la solidarité féminine existe probablement, ce qui se reflète dans la solidarité des personnages féminins de ses pièces. Iphigénie d'Iphigénie en Tauride semble faire référence à cette idée, lorsqu'elle répond au chœur en déclarant « Mon premier mot sera pour rappeler que nous sommes des femmes, des êtres toujours prêts à s'entr'aider, chacune un appui sûr pour le salut de toutes. Accordez nous votre silence et secondez notre évasion »,. Il ignore les polémiques usuelles dans le théâtre contre les revendications féminines, et préfère au contraire donner de la dignité à ses personnages féminins et créer des situations de fait où la nécessité de les intégrer est montrée. Il est aussi très au courant de la psychologie des femmes et cela se reflète dans ses productions.
Le dramaturge lie l'idée de famille à celle de la polis. Dans ses écrits, il pointe le fait que, tout comme les femmes sont définies par leurs relations avec leurs pères, époux et fils, les hommes sont définis par leurs relations avec leurs mères, épouses et filles.
Le traitement qu'Euripide accorde aux femmes dans ses pièces semble complètement isolé et unique au sein de la tragédie grecque, bien qu'il demeure influencé par les éléments habituels des milieux culturels et intellectuels où il évolue.

### Renversement des mythes

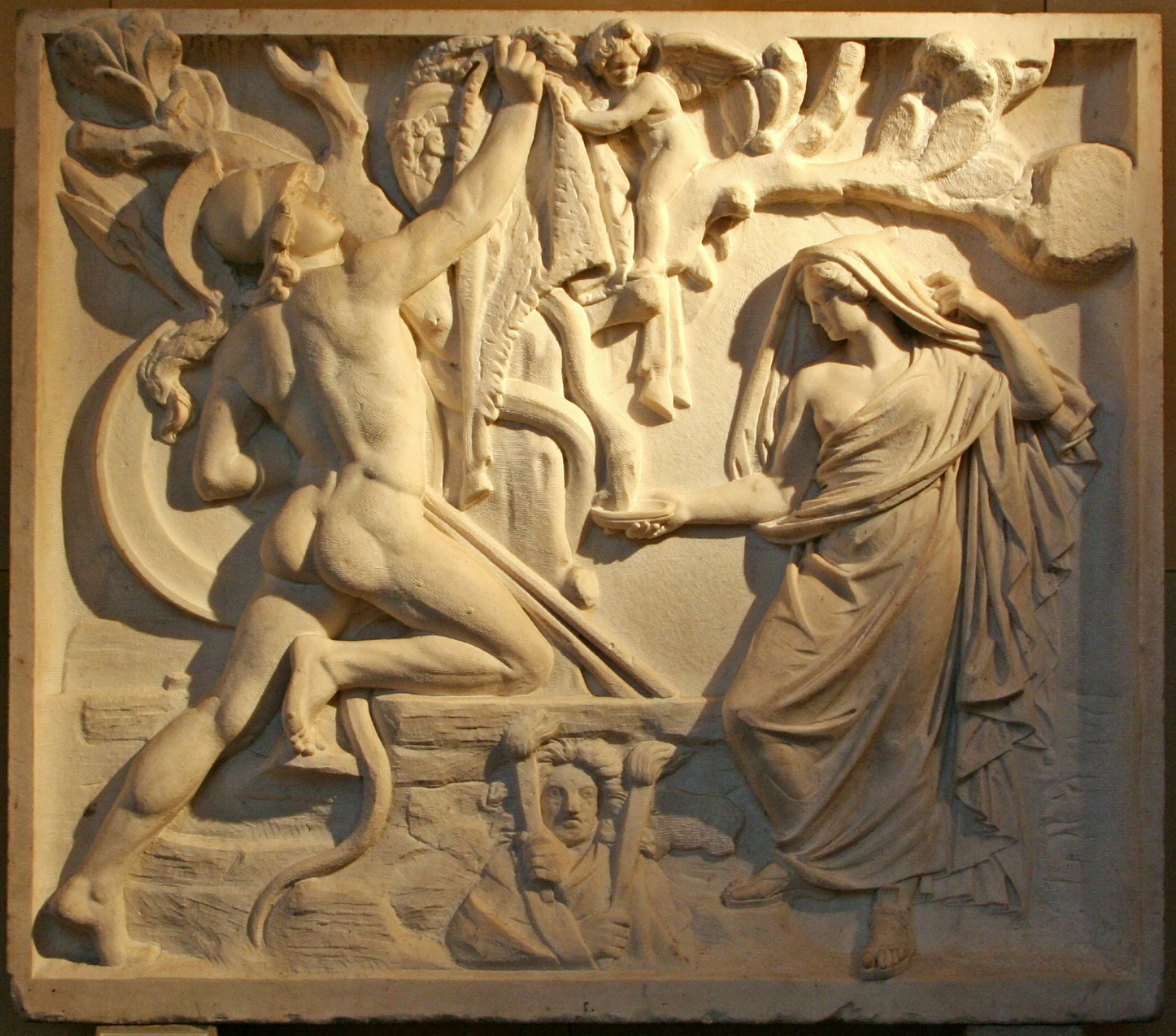
Jason et Médée, bas-relief de Christian Daniel Rauch (1818)

Parallèlement, Euripide s'engage dans une vaste entreprise de renversement des mythes. Alors que les enfants du couple Médée-Jason meurent dans des circonstances incertaines dans les mythes grecs, le dramaturge s'en empare et fait d'elle la coupable de leur meurtre. Si une telle présentation peut sembler particulièrement péjorative, Médée est en réalité absoute du crime, qui est une réaction presque logique aux actions d'un mari sexiste et adultérin bien éloigné du Jason héroïque de la toison d'or. Euripide aborde l'épisode de Médée avec un regard nouveau, et cherche davantage à appuyer sur les mensonges et tromperies masculines que sur la possibilité pour Médée de commettre le mal. 
Euripide s'attèle à épurer le plus possible les éléments de mythe présentant Médée comme une sorcière, et ce faisant, l'humanise presque à outrance. Elle n'est plus auréolée de magie, bien qu'elle soit très intelligente et capable de créer des drogues et poisons. Il utilise ce procédé avec d'autres femmes, qu'il sépare de la sorcellerie pour faire d'elles simplement des personnes intelligentes capables de recourir à des poisons. Pour Médée, l'absence de tout pouvoir magique est renforcé par le fait qu'elle se trouve abandonnée par Jason, dans une contrée qui lui est étrangère (Corinthe) et qu'elle est isolée, autant d'éléments tendant à montrer qu'il ne la dessine pas comme un personnage capable d'actions surnaturelles. Médée est par ailleurs divisée entre ses caractères féminin et masculin, jusqu'à la fin de l'œuvre, où les deux se dissolvent dans sa « superhumanité » et sont transfigurés dans la tragédie - ce qui rend particulièrement compliquée l'évaluation des buts de l'auteur et de ses choix.

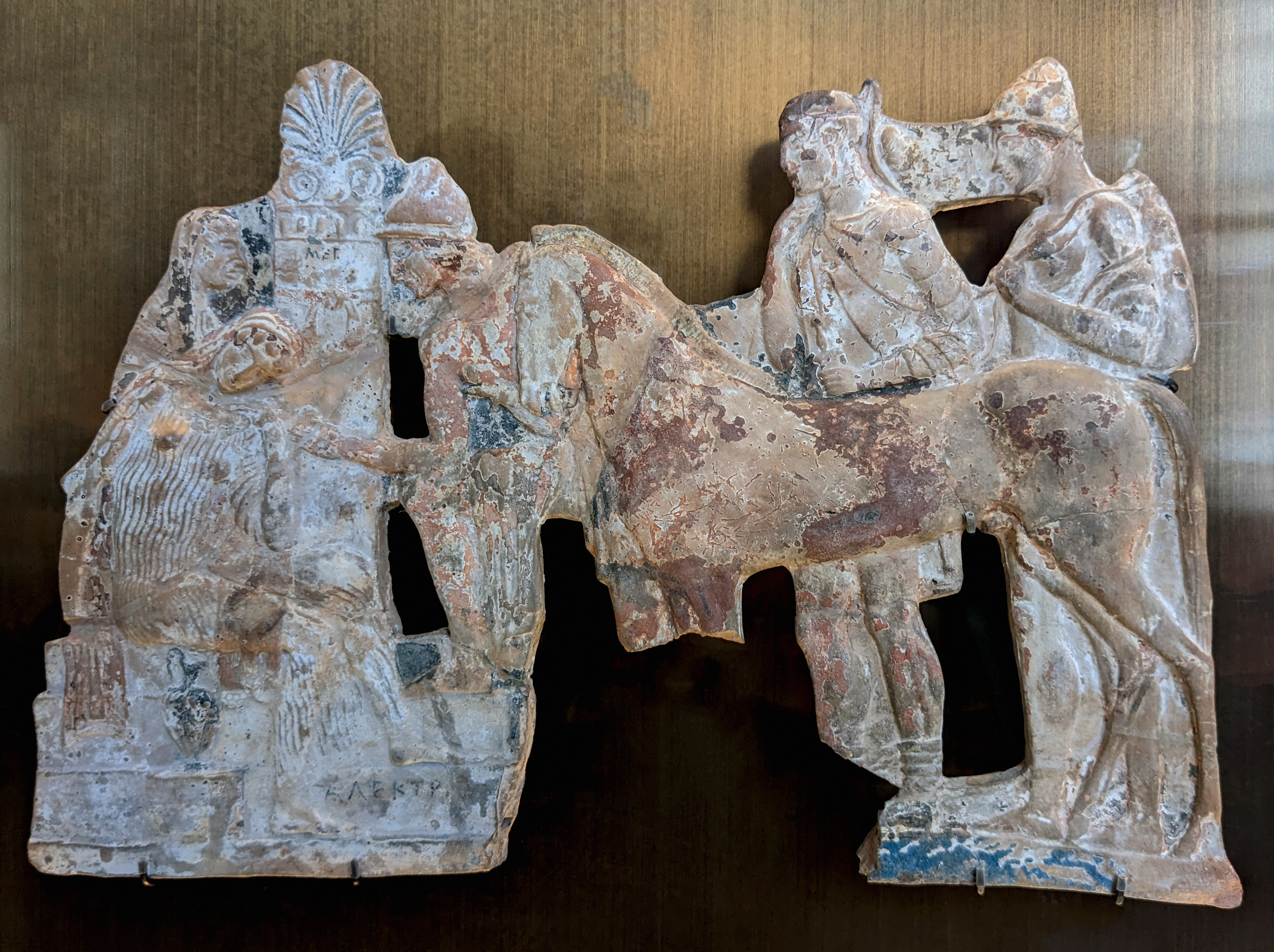
Rencontre entre Électre et Oreste sur le tombeau de leur père Agamemnon - Musée du Louvre, 450-400 av. J.C

Dans son Hélène, Euripide agit encore en rupture avec les mythes, : alors qu'Hélène, plus belle femme du monde, choisit de suivre Pâris à Troie, déclenchant la Guerre de Troie, « péché originel » de la mythologie grecque, chez le dramaturge, le sujet est non seulement recentré sur elle, qui est l'héroïne de la pièce ; mais elle est remplacée par un « fantôme d'Hélène » lors de la guerre de Troie par Héra. Ce fantôme provoque la guerre, Ménélas rassemblant l'armée des Achéens pour récupérer cette illusion, le suicide de sa mère, la destruction de Troie, sa captivité, son exil et la perte de son époux. Loin de l'incarnation de la perfidie, Euripide la crée comme une femme fidèle, libre - n'étant pas enfermée dans un gynécée, il se refuse à faire d'elle la coupable de la guerre, réhabilitant ainsi, à travers elle, l'ensemble des femmes.
Par ailleurs, elle rejette sa beauté ouvertement à plusieurs reprises, lui préférant la pudeur maternelle. Au sujet de sa beauté et de la malédiction que celle-ci fait peser sur elle, l'Hélène euripidienne s'exclame, :
« Comme on efface une peinture, ah ! si je pouvais effacer ce visage, en prendre un autre qui fût laid ! faire oublier aux Grecs l'opprobre où je suis à présent, et qu'ils ne gardent à la pensée que ma seule innocence, eux qui ne se rappellent aujourd'hui que ma honte ! »

### Renversement héroïque
Euripide déploie une conception particulière de l'héroïsme, qui évolue pour « devenir progressivement l'apanage des femmes ». Ainsi, Hécube est plus héroïque qu'Agamemnon, représentation de la masculinité. Helene P. Foley (en) décrit l'absence de dialogue et le renversement héroïque qui caractérisent Médée de la sorte: 

« Pour Jason, Médée est une concubine barbare et capricieuse (et une femme typique) qu’il faut écarter au profit des avantages d’un véritable mariage grec. Jason, à tort, ne traite pas Médée comme une héroïne, ne valorise pas leurs serments mutuels ni les faveurs qu’elle lui a accordées. Il est incapable de percevoir le langage héroïque et les valeurs qu’elle adopte pour elle-même lors de leur première rencontre. »

 Dans certains passages de son œuvre, comme dans Médée, Euripide utilise plusieurs procédés littéraires pour réifier les hommes en faisant d'eux des figures passives tandis qu'il subjectivise les femmes en faisant d'elles les principales forces agissantes des passages concernés.

### Renversement des rôles

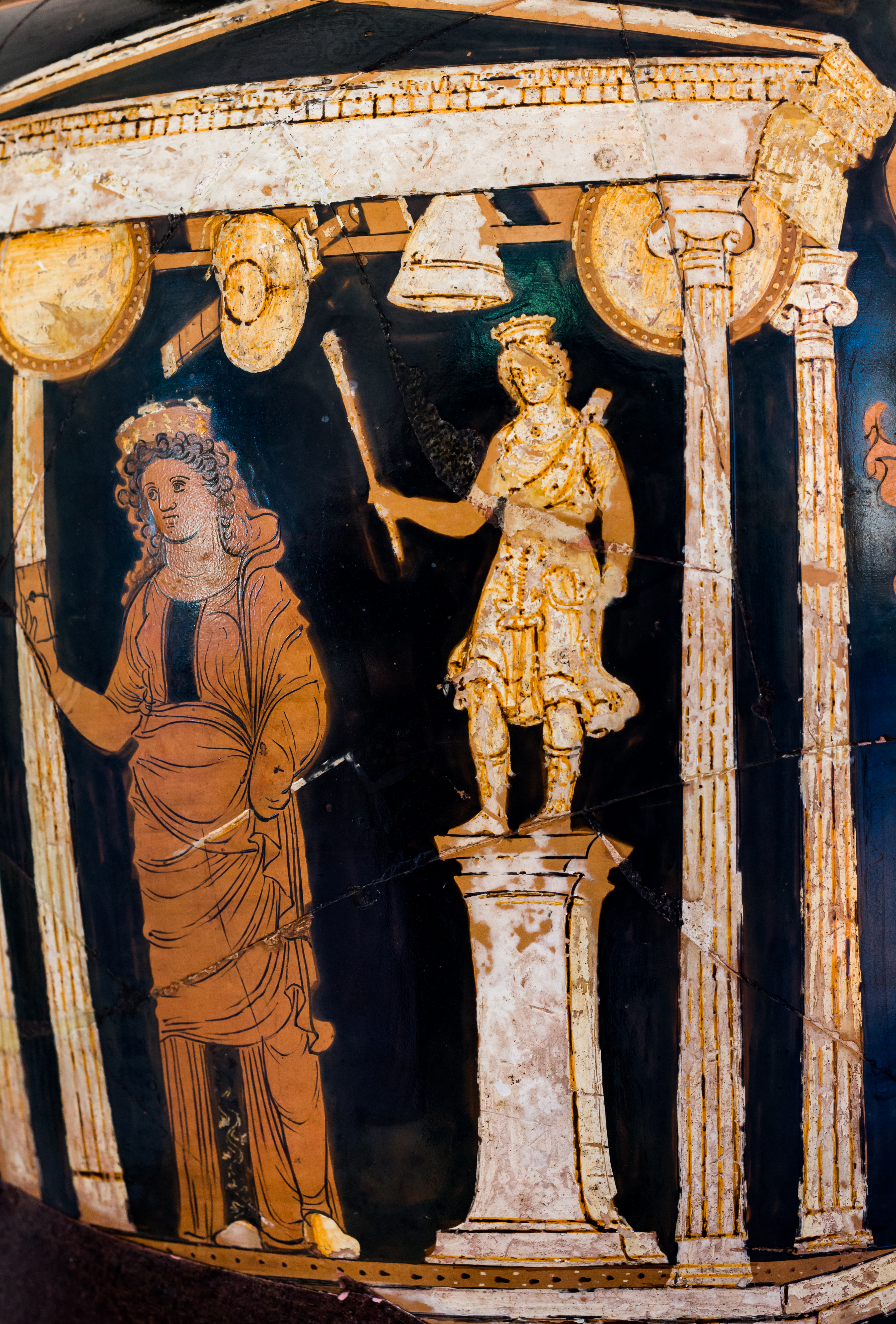
Iphigénie avec la clef du temple dos à la statue d'Artémis dans le temple, cratère à volutes et figures rouges apulien, vers 360-340 av. J.-C., peintre de Bari 12061

En entreprenant ces évolutions, le dramaturge inverse les rôles traditionnellement attribués aux femmes ou aux hommes de deux manières différentes. Tout d'abord, il place un certain nombre d'héroïnes, Hélène, Clytemnestre, Médée, Alceste ou Iphigénie, dans des rôles de mères, d'épouses ou de filles admirables, qui respectent les critères moraux grecs, mais atteignent ainsi des « résultats ironiques ». En deuxième lieu, l'auteur renverse plus prosaïquement les rôles entre les femmes et les hommes. Les femmes sont souvent présentées comme courageuses moralement et physiquement, intelligentes, capables de penser et d'exécuter un plan, peu attentives aux normes sociales ou prêtes à mourir pour leurs valeurs ; les hommes sont quant à eux plus souvent montrés comme lâches, impulsifs ou sont crédules. Ruby Blondell (en) soutient cette opinion en prenant les exemples de Ménélas dans Hélène, qui essaie de fuir à la première difficulté, d'Admète qui ignore l'importance d'Alceste avant qu'elle ne meure ou de Clytemnestre, qui dit ouvertement à Agamemnon qu'elle le tuera pour le meurtre d'Iphigénie, mais le roi des rois ne la croit pas ou ne la comprend pas.

### Femmes et esclavage
Euripide se concentre sur l'esclavage, en particulier féminin, dans un certain nombre de ses pièces, comme Andromaque, Les Troyennes ou Hécube. On trouve un certain nombre de femmes barbares représentées en relation avec l'esclavage, surtout des Troyennes.
Le poète explore aussi les liens entre hommes et esclavage féminin. Les hommes, qui sont censés être les protecteurs des femmes de la cité, comme les murs, sont aussi, paradoxalement, ceux qui réduisent en esclavage les femmes. Dans ces pièces, ce sont en fait les hommes qui sont présentés comme une altérité aux femmes, et non l'inverse.

### Sexualité, tabou et silence
Si son Hélène est ôtée au désir masculin par un renversement du mythe, la sexualité féminine est un sujet privilégié de l'art euripidien. Tout d'abord, le dramaturge offre aux femmes la possibilité de ressentir et exprimer leur désir sexuel, même - voire surtout - quand celui-ci entre en conflit avec les normes morales grecques. Dans son Hippolyte Voilé, désormais perdue, la Phèdre qu'il y représente est « éhontée » et assume pleinement son désir incestueux pour Hippolyte ; ce qui provoque d'intenses débats au sein de la société athénienne à son sujet. Dans son Bellérophon, c'est Sthénébée qui exprime un désir illicite pour l'hôte de Bellérophon, provoquant les critiques d'Aristophane dans Les Grenouilles. Au sein des œuvres euripidiennes subsistantes, Les Troyennes, Andromaque ou Les Bacchantes traitent « sporadiquement » du désir sexuel féminin.
Par ailleurs, Euripide semble lier la sexualité et désirs féminins à l'idée de silence. Puisqu'il leur est honteux d'exprimer ces désirs interdits, le dramaturge s'intéresse à décrire l'expression, ou non, de ces désirs. Dana Munteanu relève les liens que le dramaturge établit entre sexualité féminine et silence en déclarant :   

« Les femmes dans les œuvres d’Euripide se retrouvent souvent confrontées à un dilemme : garder le silence sur des sujets susceptibles de compromettre leur réputation ou se confier à des femmes compatissantes (chœurs ou autres compagnes) pour alléger leur souffrance, tout en risquant de regretter leur confession. [...] En revanche, le silence des hommes dans les œuvres d’Euripide ne se rapporte pas au secret, et cette différence liée au genre reflète peut-être la réalité sociale de l’isolement des femmes et des difficultés qu’elles rencontrent à exprimer leurs problèmes. »

## Hommes et dieux liés aux femmes euripidiennes

### Réduction rhétorique de la misogynie
Lorsqu'Euripide dessine ses personnages masculins, il leur donne parfois des discours et pratiques sexistes et misogynes, comme Jason ou Hippolyte. Cette misogynie provoque même la chute de certains héros euripidiens, à l'instar de Penthée dans Les Bacchantes. Le dramaturge produit dans leur bouche des discours extrêmement misogynes, où il réduit la misogynie culturelle athénienne à son plus simple appareil, celui de réactions épidermiques et des préjugés. Hippolyte s'exprime dans ce sens dans un de ses monologues, :

« Soyez maudites. Jamais je ne pourrais rassasier ma haine contre les femmes, dut-on m'accuser de la ressasser. C'est aussi qu'elles ne cessent de faire le mal. Qu'il se trouve quelqu'un pour leur enseigner la décence, ou qu'on me laisse sans arrêt me déchaîner contre elles. »

Cette réduction de la misogynie ambiante à son expression la plus primaire est probablement une entreprise choisie par Euripide pour critiquer l'hybris de sa société et de l'idéologie voulant qu'on puisse construire une polis idéale sans la présence de femmes. Le drame ne vise plus simplement l'hybris des personnages, mais celle de la société tout entière.

### Ménadisme et féminisme

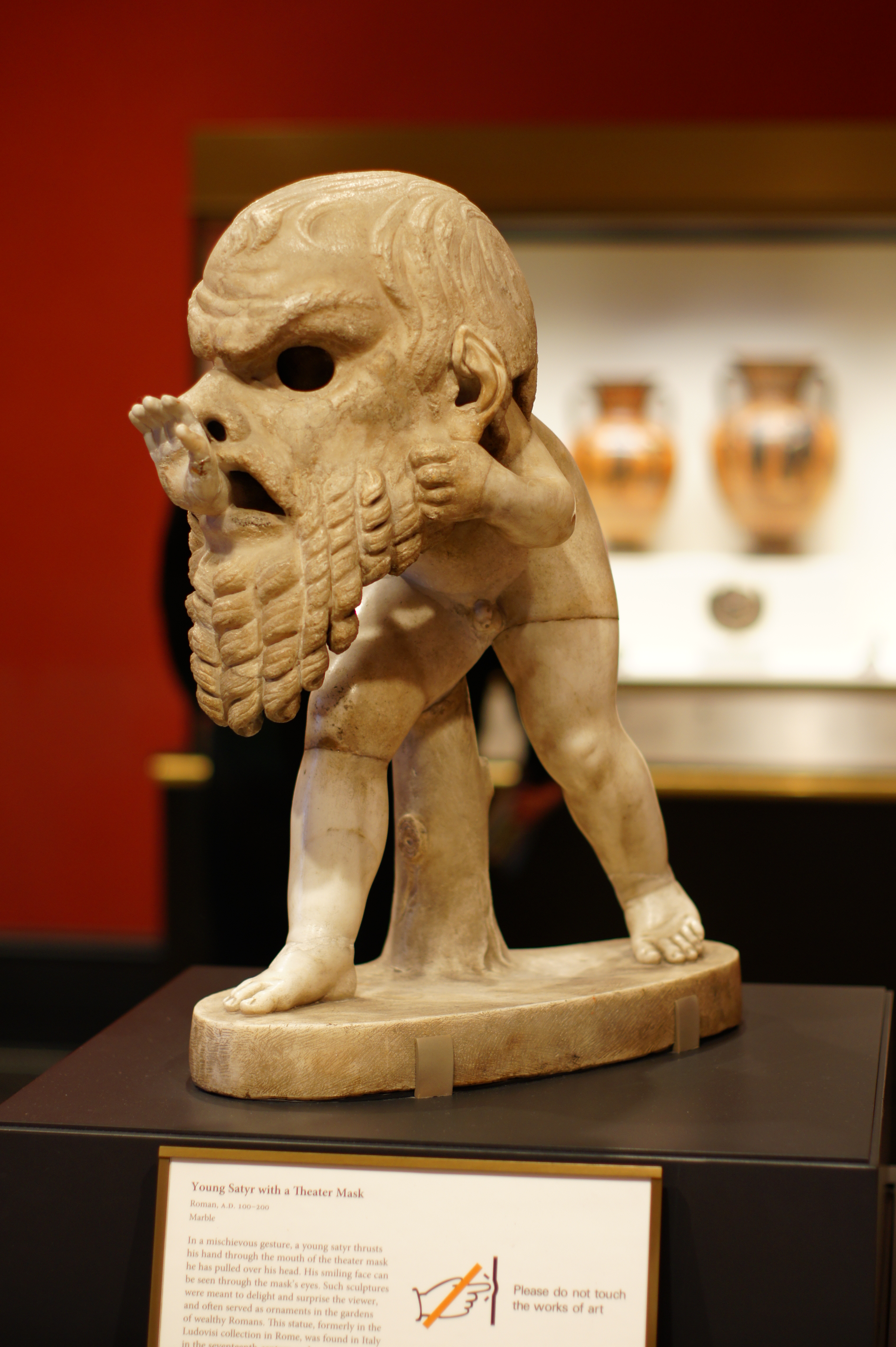
Statue d'un jeune satyre portant un masque de théâtre de Silène (AIC, 4.2014), 1-100 ap. J.-C., Art Institute of Chicago (AIC).

Euripide s'intéresse aux Ménades, des figures liées de manière significative à la condition féminine dans le monde grec, à travers certains personnages masculins. Ainsi, le Dionysos des Bacchantes est décrit par la psychiatre et psychanalyste Helene Deutsch comme un « féministe révolutionnaire », notamment car il libère les femmes en les envoyant vivre comme ménades dans la montagne, un moyen de les émanciper du joug patriarcal, selon elle. Dans cette pièce, la dernière du dramaturge, Dionysos libère les femmes en premier, avant de créer sa cité idéale, dans la nature, sur les montagnes, la cité de la poésie et de la liberté, contrepoint à une Athènes engagée dans la censure de l'art.  

### Paternité et filles
Contrairement à l'opinion transmise par la plupart des textes grecs de la période, Euripide valorise le fait d'avoir des filles. Il considère qu'avoir une fille peut provoquer le bonheur de son père, et qu'une fille ne serait donc pas plus inutile qu'un fils pour un père. Cette position se retrouve dans des fragments de Danaé, mais aussi dans Les Suppliantes, où l'on peut lire, :

« Un père qui vieillit sent la douceur d'avoir une fille. Les garçons ont l'âme plus fière, mais moins tendre et moins caressante. »

## Critiques ouvertes

### Patriarcat et mariage

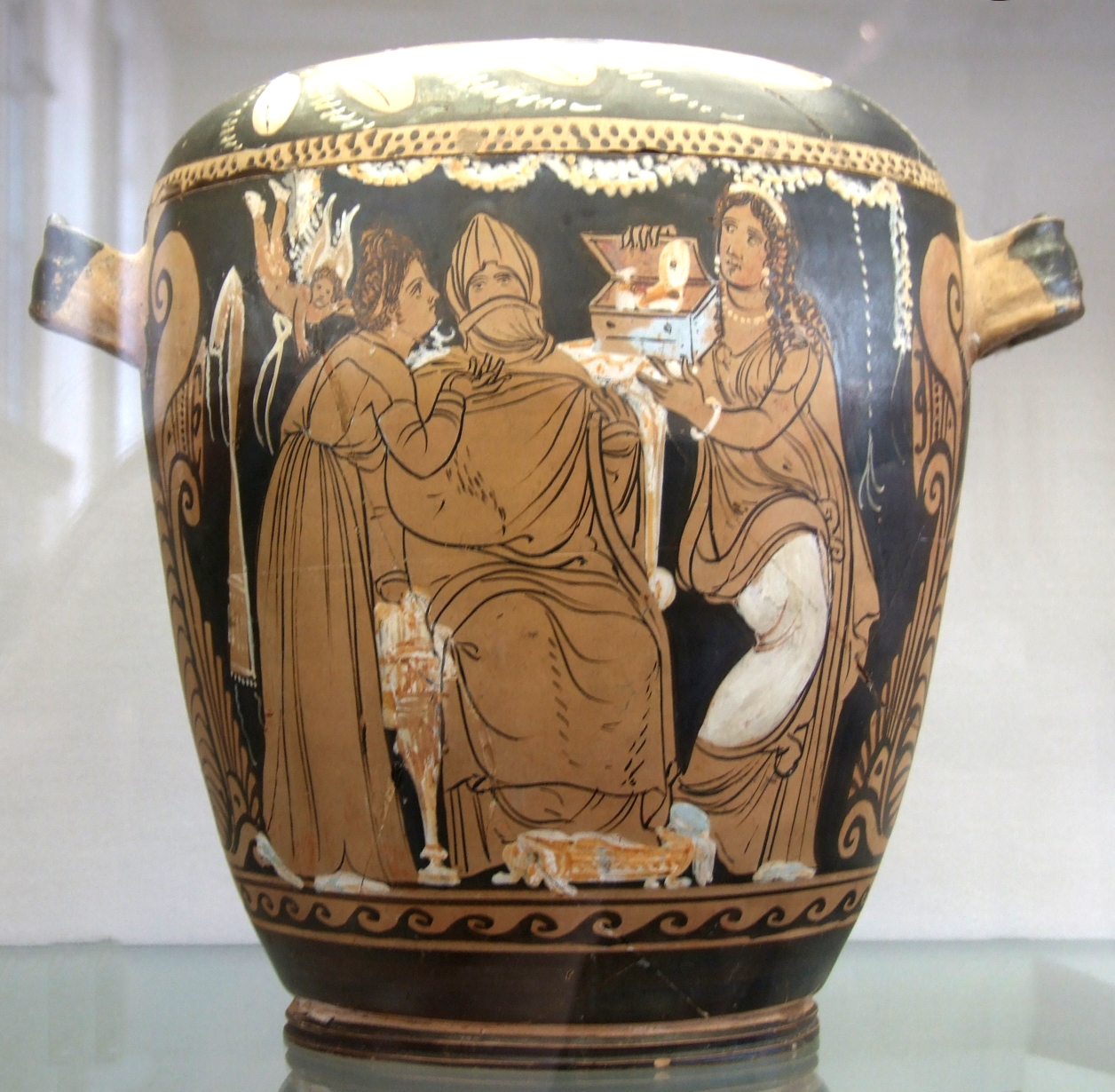
Préparatif d'un mariage, Sicile, 330-320 av. notre ère, Musée des Beaux-Arts Pouchkine

Euripide ne s'engage pas exclusivement dans des procédés implicites visant à réévaluer le rôle des femmes et à politiser leur situation. Il déploie aussi une série d'arguments et de textes pour critiquer ouvertement ce qu'il perçoit comme une injustice. Ainsi, l'auteur critique explicitement l'idéologie qui voudrait que les femmes n'aient pas d'éros, de pulsion, les poussant vers la sagesse et la connaissance. Pour lui, l'intelligence féminine n'est pas un danger. Dans Médée, le chœur s'attaque ouvertement à une telle position dans un passage qui critique plus amplement la marginalisation intellectuelle des femmes dans le monde grec, :

« Bien souvent déjà, j'ai approfondi, des propos subtils, de graves débats, plus qu'il ne sied à de simples femmes. Nous aussi avons notre Muse, elle nous parle de sagesse, mais non pas à toutes, à une ou deux qu'il faut chercher, la plupart des autres lui sont étrangères. Or je dis que ceux qui ne savent pas ce que c'est que d'avoir des enfants, l'emportent en bonheur sur ceux qui ont postérité. »

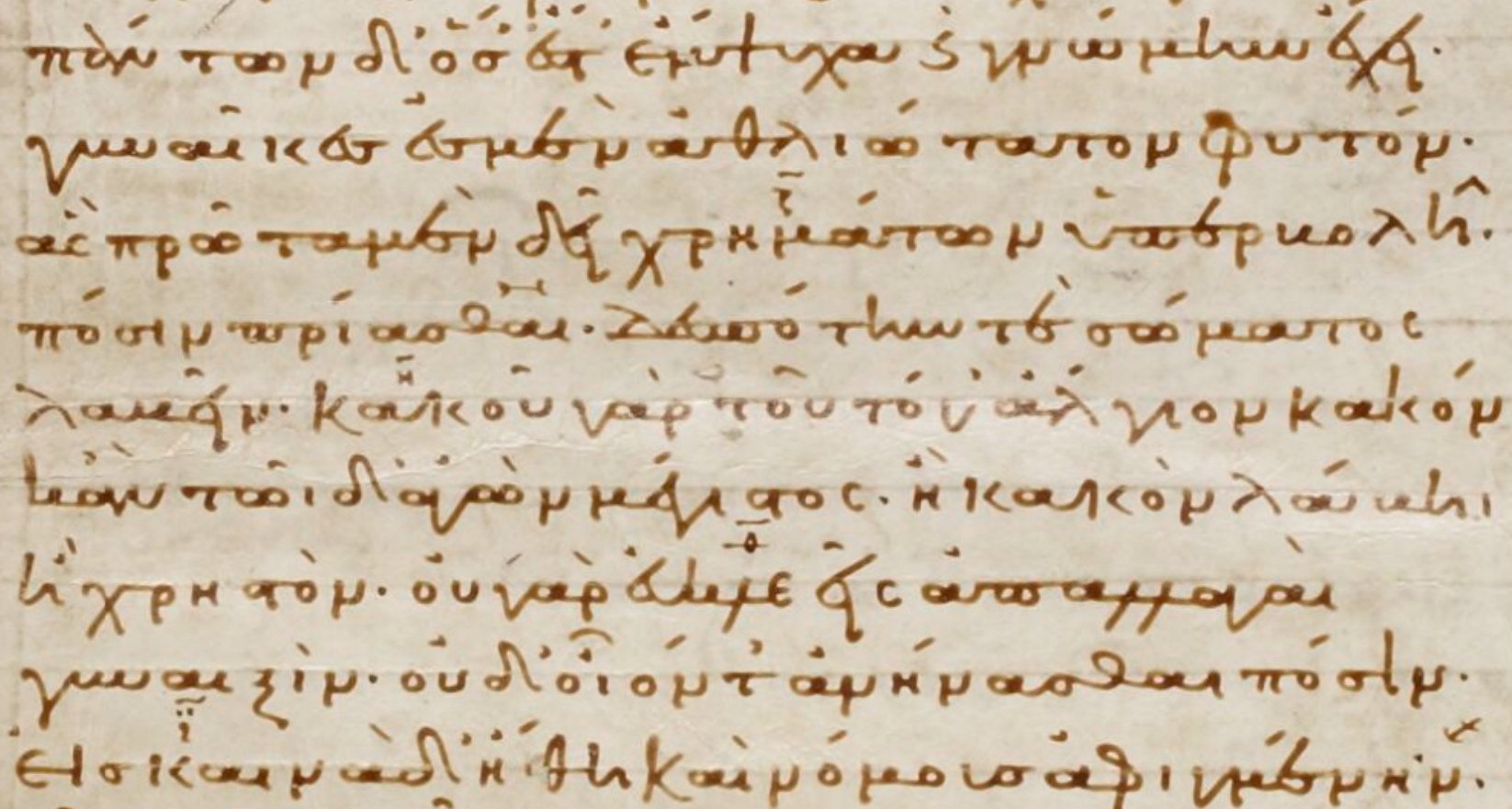
Partie de la tirade de Médée, Grec 2713, Bibliothèque nationale de France (112r), XIe siècle

Par ailleurs, Euripide remet en question certaines structures familiales grecques, en particulier le mariage, qu'il aborde en partie par le biais des expériences féminines. Le fait que les femmes soient divisées entre leur précédente famille et leur nouvelle famille d'adoption ; passant du statut de possession du père à possession de l'époux, est relevé dans plusieurs œuvres par le dramaturge. Cette critique de la domination masculine qui naît du mariage grec se cristallise dans la tirade « féministe » de Médée lors du premier acte de l'œuvre éponyme, :

« De tout ce qui respire et a conscience, il n'est rien qui soit plus à plaindre que nous, les femmes. D'abord nous devons faire enchère et nous acheter un mari,  qui sera maître de notre corps, malheur plus onéreux que le prix qui le paie. Car notre plus grand risque est là  : l'acquis est-il bon ou mauvais ? 
Se séparer de son mari, c'est se déshonorer, et le refuser est interdit aux femmes. Entrant dans un monde inconnu, dans de nouvelles lois dont la maison natale n'a rien pu lui apprendre, une fille doit deviner l'art d'en user avec son compagnon de lit. Si elle y parvient à grand'peine, s'il accepte la vie commune en portant de bon coeur le joug avec elle, elle vivra digne d'envie. Sinon la mort est préférable.

Car un homme, quand son foyer lui donne la nausée, n'a qu'à s'en aller, pour dissiper son ennui, vers un ami ou quelqu'un de son âge. Nous ne pouvons tourner les yeux que vers un seul être.
 
Et puis l'on dit que nous menons dans nos maisons une vie sans danger, tandis qu'eux vont se battre. Mauvaise raison : J'aimerais mieux montrer trois fois en ligne que mettre au monde un seul enfant ! »

Cette description que la Médée euripidienne fait de sa situation vise aussi à sensibiliser le public par rapport aux problématiques touchant aux femmes à Athènes. Elle remet en question d'autres idées, comme le système de la dot, le poète finissant la tirade par une indignation de Médée contre les lois de la nature même. Cet épisode transforme l'attitude du choeur de soutien raisonné à soutien militant à Médée.

### Critique des récits hésiodiques
En réalité, le chœur de la pièce soutient les discours de Médée, et renverse l'idéologie masculine athénienne traditionnelle en critiquant les hommes. Il s'agit vraisemblablement d'une réaction aux récits d'Hésiode ou d'autres poètes, comme Simonide de Céos, sur les femmes. Si Euripide ne les mentionne pas explicitement et parle simplement de 'bardes du vieux temps' et de 'déroulement des âges', le chœur vise clairement à renverser les préjugés qui ciblent les femmes dans les mythes. À ce titre, il déclare, :

« Les Muses cesseront de chanter le refrain des bardes du vieux temps : notre déloyauté. Et si Phébus, maître des chants, n'eût refusé à notre esprit le don du lyrisme inspiré j'aurais fait retentir un hymne de revanche contre cette race des mâles : le long déroulement des âges montre que sur leur compte autant que sur le nôtre on trouve largement à dire ! »

## Critiques antiques, remises en question et limites

### Conflit avec Aristophane et misogynie?
Aristophane s'engage dans de vastes polémiques ciblant Euripide, qu'il accuse d'être misogyne car il représente des femmes coupables de crimes et capables de penser le mal,. Dans les attaques qu'il dirige vers Euripide ; Aristophane crée des femmes critiquant le traitement qu'il ferait d'elles ; cependant, le comique les donne à voir de manière très péjorative et sexiste, intégrant par exemple l'idée de leur culpabilité innée dans ces passages. Il est aussi fréquemment de mauvaise foi dans ses accusations. Lorsqu'Aristophane critique la Phèdre incestueuse d'Euripide comme n'étant pas vertueuse, il se trompe ou feint de se tromper sur le propos de sa cible. En effet, bien qu'Euripide la représente comme aimant son gendre, cela ne signifie pas qu'elle soit blâmable pour autant - sa Phèdre est justement vertueuse, se rend compte de la passion immorale qu'Aphrodite lui inflige, et est prête à mourir pour respecter son honneur contre cette passion. Jacqueline Assaël remarque à ce propos qu'alors qu'Euripide épargne le traitement qu'il fait de Phèdre ; il est bien moins délicat avec le tyran « libidineux » Théoclymène, dans Hélène. Par ailleurs, une série de personnages féminins euripidiens ne sont pas blâmables du tout. En revenant sur les attaques d'Aristophane à l'égard d'Euripide, elle déclare :

« Le sort des femmes égarées importe bien peu, en fait, à Aristophane. Sans quoi, il n'aurait pas fait lui-même ce qu'il reproche à Euripide et « incité à la corruption » par des scènes « osées » dont ses pièces ne manquent pas. Si le mot « honneur » revient avec une redondance significative, c'est sans doute que son but est d'affirmer les droits d'un ordre moral qu'il ne veut pas voir ébranlé et de voler au secours de la tranquillité des maris. De ce fait, la comédie fait peser sur toute la littérature une censure qui déclare subversive la simple représentation de « femmes amoureuses ». Sans doute jusqu'alors les Athéniennes n'avaient-elles pas imaginé pouvoir l'être... »

La catégorisation qu'Aristophane fait de ses positions a une postérité importante pour la mémoire d'Euripide. Selon des légendes biographiques entourant sa mort, il aurait ainsi été soit dévoré par des chiens soit « déchiré » par des femmes.

### Euripide, féministe?
En réalité, le fait qu'Euripide soit le seul tragique dont les sources antiques remarquent et discutent le traitement qu'il donne aux femmes est indicatif qu'il est le seul à avoir traité les femmes comme telles. Il est le seul tragique à leur accorder un « traitement délibéré » et crée presque dans la littérature grecque, d'une certaine manière, la femme comme sujet. Jennifer March, qui revisite la question de savoir si Euripide serait réellement misogyne selon les critères qu'Aristophane établit pour le juger, conclut à ce propos :

« Euripide ressentait, et il enseignait à tout membre pensant de son audience, une compassion suprême pour la précarité douloureuse de la condition humaine ; et il l'enseignait surtout à travers ses personnages féminins. On ne peut en aucun cas le qualifier de misogyne. »

Assaël considère quant à elle, que dans l'oeuvre d'Euripide, « la tragédie naît d'un bonheur détruit, d'une passion bafouée. Les femmes la vivent ou la déclenchent désespérément. Et le poète s'émeut ». La figure d'un Euripide comme féministe est récupérée par les suffragettes lors de leurs combats politiques, au début du XXe siècle. Elles récitent en particulier la tirade « féministe » de Médée lors de certaines de leurs réunions et considèrent le dramaturge de manière positive.

### Limites et décalage
Toutefois, malgré les perspectives particulières que choisit le dramaturge sur une série de points concernant les femmes, les œuvres euripidiennes restent marquées par un sexisme et une misogynie importants, qui continuent de colorer les textes, et qui sont assez traditionnels et usuels dans la société dans laquelle évolue Euripide. Il s'engage ainsi dans des polémiques à l'égard de Sparte ; en considérant que l'éducation athlétique donnée à toutes les femmes les empêcherait de suivre des études intellectuelles, même quand elles le voudraient. Cette éducation athlétique, le corps athlétique grec étant perçu comme profondément sexuel, expliquerait pourquoi les Spartiates seraient plus immorales sexuellement que les autres Grecques. 
Pour illustrer ce décalage entre un Euripide féministe et un Euripide reprenant les clichés sexistes, Munteanu compare un fragment de Mélanippe la Captive, une pièce perdue presque en intégralité où le dramaturge écrit « Les femmes sont meilleures que les hommes, je le montrerai » avec une citation de Médée où au contraire on trouve « Nous sommes des femmes, capables de commettre de bonnes actions, mais encore davantage de mauvaises ». Georges Raepsaet partage la même analyse d'un décalage entre l'Euripide féministe et l'Euripide misogyne et Kjeld Matthiessen écrit à ce propos :

« [M]ême chez lui, le comportement des personnages féminins est fortement déterminé par les règles qui s'appliquent à la condition féminine à Athènes. Les femmes sont liées à la maison, d'où elles ne sortent que pour des occasions particulières et dans laquelle elles se retirent souvent rapidement. Elles parlent rarement en public et s'attendent à des critiques lorsqu'elles expriment leur opinion. Leurs pensées tournent généralement autour de la maison et de ses habitants, en particulier du mari et des enfants. [...] Lorsqu'elles sont abandonnées par leurs amants, elles n'ont d'autre choix, face aux normes de la société, que de décider d'abandonner leurs enfants. [...] Dans tous ces cas, la cause de [ces actes] ne se trouve pas chez la jeune mère, mais dans les contraintes sociales et, en fin de compte, chez la divinité qui est intervenue sans ménagement dans leur vie. Nous ne savons pas comment les deux autres tragédiens ont traité de telles situations. En tout cas, pour Euripide, il est caractéristique de présenter ce conflit du point de vue de la jeune femme et mère. »

### Sources primaires
- Euripide (trad. Marie Delcourt), Euripide, Théâtre complet, Paris, Bibliothèque de la Pléiade, 1962 (ISBN 9782070105663)
- Euripide (trad. Mathilde Landrain), Médée, suivi des Troyennes, Paris, Librio, 2002 (EAN 9782290318621)

### Sources secondaires
- Jacqueline Assaël, « Misogynie et féminisme chez Aristophane et chez Euripide », Pallas. Revue d'études antiques, no 32,‎ 1985, p. 91-103 (lire en ligne  [PDF])
- (en) Ruby Blondell, Women on the Edge : Four Plays by Euripides, New York, Routledge, 1999 (ISBN 0-203-90669-1)
- Marie-Thérèse Charlier et Georges Raepsaet, « Étude d'un comportement social : les relations entre parents et enfants dans la société athénienne à l'époque classique », L'Antiquité Classique, vol. 40, no 2,‎ 1971, p. 589-606 (lire en ligne  [PDF])
- (en) Stephanie Coontz et Peta Henderson, Women's Work, Men's Property : The Origins of Gender and Class, Londres, Penguin Random House, 1986 (ISBN 978-0-8052-7254-3)
- (en) Neil T. Croally, Euripidean Polemic: The Trojan Women and the Function of Tragedy, Cambridge, Cambridge University Press (CUP), 2008 (ISBN 978-0521041126)
- Stella Chrysikou, Femmes en état de guerre : nature et condition des esclaves troyennes dans l’Hécube d’Euripide, Paris, Guillaume Budé, 2018 (lire en ligne )
- (en) Stephen G. Daitz, « Concepts of Freedom and Slavery in Euripides' Hecuba », Hermes, vol. 99,‎ 1971, p. 217-226 (lire en ligne )
- (en) Helene P. Foley, Female Acts in Greek Tragedy, Princeton, Princeton University Press, 2001 (ISBN 9780691094922)
- (en) Albert Henrichs, « Changing Dionysiac Identities », dans Ben F. Meyer, Jewish and Christian Self-Definition. Volume Three: Self-Definition in the Graeco-Roman World, Londres, SCM Press, 1982 (ISBN 978-0334008224), p. 137-160
- (en) Sarah Ann Hinkelman, Euripides' Women, Athens, Ohio, Ohio University (thèse), 2014 (lire en ligne )
- (en) Pavlos Kavouras, The Medea of Euripides : An Anthropological perspective, Dialectical Anthropology, 1988 (lire en ligne )
- (en) Eva C. Keuls, The Reign of the Phallus: Sexual Politics in Ancient Athens, Berkeley, University Of California Press, 1993 (ISBN 978-0-06-015300-7)
- (en) Jennifer March, « Euripides the Misogynist ? », dans Anton Powell, Euripides, Women and Sexuality, Londres, Routledge, 1990 (ISBN 978-0-203-40235-1, lire en ligne), p. 32-75
- (de) Kjeld Matthiessen, Euripides und sein Jahrhundert, Munich, C.H. Beck, 2004 (ISBN 978-3406517440)
- (en) Dana LaCourse Munteanu, « Women's Voices in Euripides », dans Andreas Markantonatos, Brill's Companion to Euripides, vol. 2, Pays-Bas, Brill, 2020 (ISBN 978-90-04-26970-5, lire en ligne), p. 889–910
- Claire Nancy, « Euripide et le parti des femmes », Quaderni Urbinati di Cultura Classica, vol. 17, no 2,‎ 1984, p. 111-136 (lire en ligne )
- Georges Raepsaet, « Sentiments conjugaux à Athènes aux Ve et IVe siècles avant notre ère », L'Antiquité Classique, vol. 50, nos 1-2,‎ 1981, p. 677-684 (lire en ligne )
- Jacqueline de Romilly, Réflexions sur la tragédie grecque, Paris, Editions de Fallois, 2018 (ISBN 978-1-000-51338-7)
- (en) Richard Seaford, « The Structural Problems of Marriage in Euripides », dans Anton Powell, Euripides, Women and Sexuality, Londres, Routledge, 1990 (ISBN 978-0-203-40235-1, lire en ligne), p. 300-322
- (en) William Blake Tyrrell, « Life of Euripides », dans Andreas Markantonatos, Brill's Companion to Euripides, vol. 2, Pays-Bas, Brill, 2020 (ISBN 978-90-04-26970-5, lire en ligne), p. 11-27